# Symmachia hazelana
Symmachia hazelana is een vlindersoort uit de familie van de prachtvlinders (Riodinidae), onderfamilie Riodininae.
Symmachia hazelana werd in 1996 beschreven door Hall, J & Willmott.